# Au-delà (film)
Pour l’article homonyme, voir Au-delà.
Pour plus de détails, voir Fiche technique et Distribution.
Au-delà (Hereafter) est un drame américain réalisé par Clint Eastwood et sorti en 2010.
Il s'agit de l'une des rares incursions de Clint Eastwood dans le cinéma fantastique (comme réalisateur). Si le film est un succès commercial, il reçoit des critiques globalement négatives ; la presse critique notamment les jeux des acteurs ainsi que les faiblesses de l'intrigue.

## Synopsis
Trois personnes, Marie Lelay, George Lonegan et Marcus, confrontées à la mort par différents chemins, tentent de mener néanmoins une existence normale.
Marie Lelay, une journaliste française de France 2, se trouve en Thaïlande pour un reportage. Elle est victime du tsunami dans l'océan Indien de 2004. Emportée par la vague géante, elle subit une expérience de mort imminente (NDE) après avoir été assommée par un débris dans l'eau et s'être noyée. Elle revient à la vie, sauvée par deux hommes. De retour à Paris, elle peine à reprendre son travail et sa vie antérieure, et se pose des questions sur ce qu'elle a vu et vécu lors de sa noyade.
Désirant prendre le temps de se remettre, elle décide d'écrire un livre relatant son histoire. Plus tard, une fois le livre édité par un éditeur américain, elle se rend à Londres pour en faire la promotion dans un salon spécialisé.
George Lonegan est un ouvrier américain vivant à San Francisco. Il tente d'oublier son passé où il exerçait le métier de médium. Mais son frère Billy veut lui faire recommencer cet ancien travail contre son gré. Il travaille comme cariste mais perd son travail à la suite d'une compression de personnel. Son frère veut absolument qu'il recommence la voyance. Il prend des cours de cuisine et rencontre Mélanie, son équipière de cours. Elle tombe amoureuse de lui, mais cette union, comme d'autres avant, est impossible car Georges voit les gens morts à peine les touche-t-il. Peinée et décontenancée, elle s'enfuit en pleurant.
Marcus est un jeune Britannique vivant à Londres avec son frère jumeau Jason qui le protège et le soutient face aux problèmes qu'ils rencontrent avec leur mère toxicomane. Son frère meurt, renversé dans la rue par un fourgon. Marcus ne peut l'accepter, se croit responsable de la mort de son frère et se retrouve sans soutien. Sa mère part en cure de désintoxication, il est placé en famille d'accueil. Voulant aller à la rencontre d'un médium, il manque de mourir pendant l'attentat du métro londonien de juillet 2005. Il se rend dans un salon du livre spécialisé dans la voyance et y fait la rencontre de George, qu'il avait découvert sur Internet. Ce dernier est venu à Londres pour visiter la maison de Charles Dickens dont il est un admirateur. Profitant de son licenciement et de son temps libre il vient également à ce salon et y fait la rencontre de Marie, alors qu'elle fait la promotion de son livre.
Tous trois se croisent donc à ce salon et Marcus, apprenant l'adresse où Marie est descendue, la communique à George, comprenant que celui-ci est amoureux de la jeune femme, après que le médium lui a accordé une dernière séance lui permettant de se mettre en relation avec Jason, son frère trop vite disparu. Le film s'achève à l'instant où Marie et George se rencontrent devant un café londonien.

## Fiche technique
- Titre francophone : Au-delà
- Titre original : Hereafter
- Réalisation : Clint Eastwood
- Scénario : Peter Morgan
- Montage : Joel Cox et Gary Roach
- Photographie : Tom Stern
- Décors : James J. Murakami
- Costumes : Deborah Hopper
- Musique : Clint Eastwood
- Direction artistique : Tom Brown et Dean Clegg
- Production : Clint Eastwood, Kathleen Kennedy et Robert Lorenz
  - Production déléguée : Frank Marshall, Tim Moore, Peter Morgan et Steven Spielberg
- Sociétés de production : The Kennedy/Marshall Company, Malpaso Productions et Amblin Entertainment
- Société de distribution : Warner Bros.
- Pays de production :  États-Unis
- Langues originales : anglais, français
- Genre : Thriller, drame, fantastique
- Format : couleur (Technicolor) - 2,39:1 — 35 mm — son DTS - Dolby - SDDS
- Budget : 50 000 000 $[1]
- Dates de sortie[2] :
  - Canada : 12 septembre 2010 (avant-première au Festival international du film de Toronto)
  - États-Unis : 10 octobre 2010 (Festival du film de New York)
  - États-Unis : 15 octobre 2010 (sortie limitée)
  - Canada, États-Unis : 15 octobre 2010
  - Belgique, France : 19 janvier 2011

## Distribution
- Matt Damon (VF : Damien Boisseau) : George Lonegan
- Cécile de France (VF : Elle-même) : Marie Lelay
- Frankie et George McLaren : Marcus / Jason, les frères jumeaux[3]
- Jay Mohr (VF : Franck Capillery) : Billy Lonegan, le frère de George
- Bryce Dallas Howard (VF : Agathe Schumacher) : Melanie, la « partenaire » de George aux cours de cuisine italienne
- Thierry Neuvic (VF : Lui-même) : Didier, le compagnon de Marie
- Marthe Keller (VF : Elle-même) : Dr Rousseau
- Derek Jacobi (VF : Jean-Pierre Leroux) : lui-même
- Lyndsey Marshal (VF : Anneliese Fromont) : Jackie, la mère des jumeaux
- Richard Kind (VF : Gérard Surugue) : Christos Andreou, le collègue grec de Billy
- Steve Schirripa (VF : Michel Tugot-Doris) : Carlo, le chef italien, prof de cuisine
- Jenifer Lewis (VF : Mariam Kaba) : Candace, la voisine éplorée de Christos Andreou
- Charlie Creed-Miles (VF : Janieck Blanc) : le photographe londonien
- Franz Drameh : l'un des agresseurs de Jason
- Mylène Jampanoï : la journaliste Jasmine
- Stéphane Freiss : Guillaume Belcher, le grand patron interviewé par Marie
- Laurent Bateau : le producteur de l'émission télévisée de Marie
- Andy Gathergood : ami de Jackie
- Jean-Yves Berteloot (VF : Lui-même) : Michel, l'éditeur
- Mathew Baynton : le réceptionniste
- Selina Cadell (VF : Solange Boulanger) : Ellen Joyce, la médium en représentation
- Tom Price : un homme
- Céline Sallette : la secrétaire

## Production

### Attribution des rôles
L'actrice belge Cécile de France a été choisie par Clint Eastwood après que le réalisateur eut visionné une démo : « J’ai visionné d’autres candidates, mais c’est elle qui s’est clairement imposée. Je ne la connaissais pas encore, et je pense aujourd’hui que c’est une des meilleures actrices avec qui j’ai jamais travaillé ».

### Tournage
Le tournage du film s'est déroulé d'octobre 2009 à février 2010 entre Londres, Paris, Chamonix, Hawaï et San Francisco,. Certaines scènes sont tournées au siège de France Télévisions sur l'esplanade Henri-de-France à Paris.
Clint Eastwood évoque le tournage à San Francisco : « Je suis originaire de la baie de San Francisco et je connais bien ces environs. L’appartement que nous avons choisi pour George est typique de ce merveilleux quartier, et le restaurant italien jouxtant l’immeuble achevait d’en faire une adresse idéale pour George. J’ajoute que les bâtiments ne sont pas profilés à angle droit, ce qui permet de capter des vues latérales bien plus intéressantes ».
La séquence du tsunami est réalisée dans la ville de Lahaina, dans le comté de Maui à Hawaï. Le producteur Robert Lorenz raconte : « Je n’avais jamais vu Clint se jeter à l’eau, mais c’est assez typique : il tient à filmer au cœur de l’action pour réagir dans l’instant à tout ce qui se passe d’intéressant dans le champ ». La productrice Kathleen Kennedy ajoute : « Clint nous a vraiment pris de court. Les déferlantes étaient impressionnantes, on avait le plus grand mal à faire tenir les caméras sur ces petites planches. Alors, Clint a plongé, s’est hissé sur le bateau, a vérifié la caméra, puis a ressauté à l’eau pour rejoindre l’équipe. Rob et moi étions restés prudemment sur le rivage, sans la moindre envie d’aller faire trempette, et le spectacle de Clint, ses acteurs et l’équipe caméra ballottés par les flots avait quelque chose de fascinant ». Par ailleurs, la majeure partie de la séquence a été faite numériquement. Le réalisateur explique : « Je n’ai jamais assisté à un tsunami, mais mon fils se trouvait en Thaïlande lors de la catastrophe de 2004 et je me suis entretenu avec quantité de gens qui y étaient. Beaucoup en ont rapporté des images qui montrent à quel point ce fut dévastateur […]. Il a fallu aussi ajouter une certaine quantité d’éléments infographiques, et Michael a fait un travail remarquable pour donner toute sa dimension à cette vague géante ». Le superviseur des effets visuels, Michael Owens, précise : « Clint tourne autant que possible en décors naturels. C’est un défi pour nous, mais aussi un grand avantage, car nous pouvons nous appuyer sur du concret. Dans ce cas précis, nous avons filmé Cécile dans le bassin, devant un fond vert, en l’aspergeant au moyen de lances à eau et en créant tout autour d’elle de puissants remous. Avec la société d'effets visuels Scanline, nous avons ensuite créé des vagues numériques ».

## Musique
Clint Eastwood compose lui-même la musique du film. L'introduction au piano de l'Adagio sostenuto du 2e Concerto pour piano de Sergueï Rachmaninov est reprise dans le film .

## Distinctions
Source : Internet Movie Database

### Récompenses
- National Board of Review Awards 2010 : Top 10 films
- Rubans d'argent 2011 : meilleur réalisateur non-européen pour Clint Eastwood
- Visual Effects Society Awards 2011 : meilleurs effets visuels d'un long-métrage
- David di Donatello 2012 : meilleur film étranger

### Nominations
- Oscars 2011 : meilleurs effets visuels
- Saturn Awards 2011 : meilleur film de science-fiction, meilleure actrice pour Cécile de France, meilleure réalisation pour Clint Eastwood, meilleur jeune acteur pour Frankie et George McLaren, meilleur scénario pour Peter Morgan, meilleure musique pour Clint Eastwood
- Central Ohio Film Critics Association Awards 2011 : meilleur acteur pour Matt Damon (également nommé pour True Grit et Green Zone)

## Sortie

### Sortie au Japon
À la suite du tremblement de terre en 2011 au Japon, ce film a été déprogrammé des salles de cinéma japonaises par la Warner Bros. seulement un mois après sa sortie. Le studio a jugé que le film n'était « plus approprié » après le drame qui a touché le pays. Par ailleurs, via un communiqué dans le Los Angeles Times, la Warner a déclaré qu'une partie des recettes de la sortie vidéo du film servirait à aider à la reconstruction du pays.

### Accueil critique
Au-delà a essuyé des critiques très mitigées.
Sur le site Rotten Tomatoes, le film obtient la note moyenne de 5,8⁄10 pour 47 % de critiques positives, tandis qu'il ne fait guère mieux sur le site Metacritic, avec une moyenne de 6,1⁄10 pour 56 % d'avis positifs.
En France, les critiques sont tout aussi mitigées, avec une note moyenne de 2,7⁄5 sur 18 titres de presse compilés par le site Allociné. Les utilisateurs du site lui mettent une note proche (2,6⁄5 pour 7 893 notes).

### Box-office
Au-delà rapporte 105 197 635 de dollars dans le monde, pour un budget estimé à 50 millions de dollars.
Le film est resté 12 semaines au box-office américain, rapportant plus de 32 millions de dollars. La moitié de ce chiffre de recettes a été faite lors de la première semaine de diffusion dans les salles, du 22 au 28 octobre 2010.
Détails
- total des recettes mondiales : 105 197 635 $[1]
- États-Unis- Canada : 32 746 941 $[1]
- France : 1 905 487 entrées[16], 16 700 888 $[17]